# Stanislav Hlinovský
Stanislav Hlinovský (2. listopadu 1924, Tábor – 27. ledna 1994, Tábor) byl československý amatérský výtvarník – malíř, grafik a divadelní herec, zakládající člen Klubu výtvarníků v Táboře (1978).

## Život
Své malířské nadání projevoval již ve škole a hned po roce 1945 navštěvoval malířské kurzy v Táboře u středoškolského profesora, malíře a grafika Jindřicha Schenka (1892–1975) a Jaroslava Hajného. Hlinovský od mládí spolupracoval s táborskými divadelními ochotníky (zejm. se souborem Intimní scéna) jako grafik, scénograf i jako herec. Celý život pracoval na železnici, úspěšně vedl kulturní středisko na táborském nádraží Československých drah (ČSD).
Ve svých tušových kresbách využíval výtvarné zkratky, která je i na jeho olejích. Sám se vyjádřil, že tvorbou mu byl blízký akademický malíř Vojtěch Sedláček. Výtvarník Hlinovský prošel bohatým výtvarným vývojem, jeho práce, z nichž dýchá živá a citlivá poezie i obdiv k české, zejména jihočeské krajině, byly na devadesáti různých společných i samostatných výstavách v Československu i v zahraničí.